# Hold It Against Me
Hold It Against Me – piosenka Britney Spears wydana na (pierwszym) singlu, który promował siódmy album Femme Fatale. Za produkcję singla odpowiada szwedzki producent Max Martin („…Baby One More Time”, „If U Seek Amy”, „3”) oraz Dr. Luke. Utwór otrzymał pozytywne recenzje. Nazwano go najlepszym chwytliwym utworem w dorobku artystki.

## Premiera
Na łamach publikacji czasopisma „Entertainment Weekly” początkowa premiera singla była przewidziana na 7 stycznia 2011. Francuski oddział wytwórni płytowej Jive Records potwierdził informację umieszczając wpis na koncie Twitter. Została ona przełożona na 11 stycznia, co zatwierdziła sama wokalistka na koncie Facebook, jednak ze względu na wyciek piosenki do internetu ostateczny termin to 10 stycznia

W Polsce po raz pierwszy singiel wyemitowało Radio Eska.

## Tło muzyczne
Redakcja „Entertainment Weekly” oświadczyła, że brzmienie utworu nadane przez producentów Dr. Luke’a i Maksa Martina jest zupełnie inne, niż w dziełach innych artystów. Tło charakteryzuje się zaraźliwym bitem.

## Teledysk
Teledysk do „Hold It Against Me” był kręcony 22 i 23 stycznia 2011. Reżyserem klipu był Jonas Åkerlund. Choreografią do teledysku zajął się Brian Friedman („Me Against the Music”, „Toxic”). Premiera odbyła się 18 lutego, za pośrednictwem strony MTV.

## Listy przebojów
| Kraj                     | Lista                          | Pozycja |
| ------------------------ | ------------------------------ | ------- |
| Kanada                   | Canadian Hot 100               | 1       |
| Stany Zjednoczone        | Hot 100                        | 1       |
| Wielka Brytania          | Official Singles Chart Top 100 | 6       |
| Australia                | Top 100 Singles Chart          | 4       |
| Nowa Zelandia            | Top 40 Singles Chart           | 1       |
| Belgia                   | Ultratop 50 Singles (Flandria) | 2       |
| Belgia                   | Ultratop 50 Singles (Walonia)  | 1       |
| Dania                    | Danish Singles Chart           | 1       |
| Finlandia                | Finland Singles Top 20         | 1       |
| Irlandia                 | Irish Singles Chart            | 5       |
| Hiszpania                | Top 40 Singles                 | 6       |
| Norwegia                 | VG-Lista                       | 2       |
| Polska                   | Airplay                        | 1       |
| Japonia                  | Japan Hot 100                  | 93      |
| Szwajcaria               | Singles Top 75                 | 7       |
| Szwecja                  | Sverigetopplistan              | 9       |
| Notowania międzynarodowe |                                |         |
| Europa                   | Europe Official Top 100        | 10      |

| Kraj             | Sprzedaż | Certyfikat | Źr.    |
| ---------------- | -------- | ---------- | ------ |
| Australia        | 70 000+  | platyna    | [ 21 ] |
| Meksyk           | 30 000+  | złoto      | [ 22 ] |
| Nowa Zelandia    | 7500+    | złoto      | [ 23 ] |
| Korea Południowa | 672 356+ |            | [ 24 ] |
| Szwecja          | 80 000+  | 2×platyna  | [ 25 ] |

| Tydzień | Sprzedaż tygodniowa | Źr.    |
| ------- | ------------------- | ------ |
| 1       | 394 000             | [ 26 ] |
| 2       | 287 000             | [ 27 ] |
| 3       | 233 000             | [ 28 ] |
| 4       | 201 000             | [ 29 ] |

## Wydanie singla
| Region                                                      | Data             | Format           |
| ----------------------------------------------------------- | ---------------- | ---------------- |
| Świat                                                       | 11 stycznia 2011 | Radio            |
| Irlandia Włochy Szwajcaria Francja Dania Finlandia Norwegia | 11 stycznia 2011 | Digital download |
| Ameryka Północna                                            | 10 stycznia 2011 | Digital download |
| Polska                                                      | 10 stycznia 2011 | Radio            |
| Niemcy                                                      | 18 lutego 2011   | singel CD        |
| Wielka Brytania                                             | 1 marca 2011     | singel CD        |